# Grotte d'Ilithyie
La grotte d'Ilithyie ou grotte d'Amnisos est une grotte de Crète, en Grèce. Elle se situe dans le nome d'Héraklion, dans la commune d'Amnisos, l'ancien port de la cité minoenne de Knossos. Cette grotte, fouillée par Spyridon Marinatos dans les années 1930, fut identifiée comme la grotte dédiée au culte d'Ilithyie mentionnée par Homère dans l'Odyssée.
La grotte mesure environ soixante mètres de long, sur neuf à douze mètres de large, sur deux à trois mètres de haut. Vers le milieu de la grotte, se trouve une stalagmite d'environ 1,20 mètre de circonférence et de 1,40 mètre de hauteur. Cette stalagmite est délimitée par un muret quadrangulaire de deux mètres sur trois mètres et d'environ quarante-cinq centimètres de hauteur, fait de pierres irrégulières. Marinatos mentionne quant à lui deux stalagmites, une grand et une plus petite, et il fait remonter le muret à l'époque minoenne.
Hazzidakis découvrit dans la grotte de nombreux tessons, principalement près du muret, et aucune poterie entière. Il fit remonter ces fragments des « temps les plus anciens jusqu'à l'époque romaine ». Marinatos trouva également des poteries, du Néolithique et de toutes les périodes minoennes et grecques. 
La grotte d'Ilithyie semble avoir retrouvé un regain d'intérêt dans le culte en Crète à l'époque romaine, puisque plusieurs lampes d'époque romaine et chrétienne y ont été découvertes.

## Sources et autres références
- (en) Martin P. Nilsson, The Minoan-Mycenian religion and its survival in Greek religion, Biblo and Tannen, 1971

1. ↑  Homère, Odyssée, Chant XIX
2. 1 2  M. Nilsson, p.58
3. ↑  From the oldest down to Roman times, selon les termes de Hazzidakis repris dans Nilsson, p.58